# أزيمينة مفصصة
أزيمينة مُفصصة أو باباو أو أسيمينة (الاسم العلمي Asimina triloba)، الأزيمينة جنس أشجار أو شجيرات من فصيلة القشطيات، أوراقها مُتعاقبة،
واسعة، غشائية، شبكية العروق، بسيطة، مُعبلة. أزهارها إبطية الارتكاز، فردية أو قليلة العدد، قصيرة السويقات. ثلاث كأسيات. ست بتلات. الأسدية
عديدة. الثمار لحمية، كثيرة البُزُور الكبيرة. حوالي 11 نوعًا في أمريكا الشمالية وجزر الأنتيل.

## الوصف النباتي
الباباو شجرة صغيرة من جنوب شرق الولايات المتحدة الأمريكية تعلو من 10 إلى 12 مترًا، فروعها الفتية مكسوة
بزغب أشقر، ومن ثم تصبح مرطاء وبنية اللون. أوراقها معلبة، متطاولة، معنقة، طولها من 5 إلى 20 سم، مرطاء. الزهرة
أرجوانية اللون القاتم الكامِد. ازهارها على الخشب الفتي. الثمرة مأكولة تفوح منها رائحة مُستحبة.
يستخرج من عصير الثمار بعد تخميرها شراب لذيذ الطعم والنكهة قليل المادة الكحولية.